# Jaap Eden Trofee 1974
De Jaap Eden Trofee 1974 was een schaatsmarathon, de vierde editie van de Jaap Eden Trofee die werd gehouden op zondag 2 februari 1974 en plaatsvond op de Jaap Edenbaan in Amsterdam. Er was nog geen editie voor de vrouwen. De winnaar van de vierde editie is Johan Wardenier, het zilver was voor Sjors Rotteveel en het brons voor Henk Portengen.

## Podia
| Klasse             | Eerste          | Tweede          | Derde          |
| ------------------ | --------------- | --------------- | -------------- |
| Top-divisie mannen | Johan Wardenier | Sjors Rotteveel | Henk Portengen |

## Uitslag Top-divisie mannen[1]
| #      | Rijder            | Nationaliteit | Ploeg | Ronde |
| ------ | ----------------- | ------------- | ----- | ----- |
| Goud   | Johan Wardenier   | Nederland     |       |       |
| Zilver | Sjors Rotteveel   | Nederland     |       |       |
| Brons  | Henk Portengen    | Nederland     |       |       |
| 4      | Jaap Jonkman      | Nederland     |       |       |
|        |                   |               |       |       |
| 6      | Ton Groot         | Nederland     |       |       |
| 7      | Gerrit Woudenberg | Nederland     |       |       |
| 8      | Wout List         | Nederland     |       |       |
| 9      | Jeen van den Berg | Nederland     |       |       |
| 10     | Egbert Vossebelt  | Nederland     |       |       |

1971 · 
1972 · 
1973 ·
1974 · 
1975 · 
1976 · 
1977 · 
1978 · 
1979 · 
1980 · 
1981 · 
1982 · 
1983 · 
1984 · 
1985 · 
1986 · 
1987 · 
1988 · 
1989 · 
1990 · 
1991 · 
1992 · 
1993 · 
1994 · 
1995 · 
1996 · 
1997 · 
1998 · 
1999 · 
2000 · 
2001 · 
2002 · 
2003 · 
2004 · 
2005 · 
2006 · 
2007 · 
2008 · 
2009 · 
2010 · 
2011 · 
2012 · 
2013 · 
2014 · 
2015 · 
2016 · 
2017 · 
2018 · 
2019 · 
2020 ·  
2021 · 
2022 · 
2023 · 
2024